# Berryz工房シングルVクリップス⑤
『Berryz工房シングルVクリップス⑤』（ベリーズこうぼうシングルVクリップス ファイブ）は、Berryz工房の5枚目のPV集。2011年8月17日発売。発売元はピッコロタウン。

## 収録内容
1. 雄叫びボーイ WAO!
2. 友達は友達なんだ!
3. 本気ボンバー!!
4. シャイニング パワー
5. ヒロインになろうか!
6. 愛の弾丸
7. ああ、夜が明ける

特典映像1
1. 雄叫びボーイ WAO! (Close-up Ver.)
2. 友達は友達なんだ! (Dance Shot Ver.)
3. 本気ボンバー!! (Dance Shot Ver.)
4. シャイニング パワー (Dance Shot Ver.)
5. ヒロインになろうか! (Dance SoloMix Ver.)
6. 愛の弾丸 (Dance Shot Ver.)
7. ああ、夜が明ける (Another Ver.)

特典映像2
TV-SPOT15秒30秒
1. 雄叫びボーイ WAO!／友達は友達なんだ!
2. 本気ボンバー!!
3. シャイニング パワー
4. ヒロインになろうか!
5. 愛の弾丸
6. ああ、夜が明ける

特典映像3
- ああ、夜が明ける メイキング映像